# Евровидение-1957
Конкурс песни Евровидение 1957 (англ. Eurovision Song Contest 1957; фр. Concours Eurovision de la chanson 1957; нем. Eurovision Liedwettbewerb 1957) — 2-й конкурс песни «Евровидение». Проходил во Франкфурте-на-Майне (ФРГ) 3 марта 1957 года. Решение о проведении конкурса в Германии было принято Европейским вещательным союзом в июне 1956 года.
В конкурсе приняли участие 10 стран: к семи участницам первого конкурса присоединились Австрия, Великобритания и Дания.
В отличие от конкурса 1956 года, от каждой страны было представлено по одной песне (вместо двух) и были оглашены полные результаты конкурса.
Победителем стала представительница Нидерландов Корри Броккен с песней «Net als toen» («Так, как прежде»). Также в топ-5 вошли Франция, Дания, Люксембург и Германия.
Начиная с этого конкурса страна-победитель автоматически назначается организатором следующего.

## Место проведения
Франкфурт-на-Майне (нем. Frankfurt am Main) — часто называемый просто Франкфуртом, крупнейший город земли Гессен и пятый по величине в Германии. Расположенный на реке Майн, Франкфурт является финансовым и транспортным центром Германии и крупнейшим финансовым центром континентальной Европы.
Местом проведения второго конкурса стал «Большой зал радиовещания компании „Hessischer Rundfunk“» («Großer Sendesaal des Hessischen Rundfunks») — мюзик-холл и телестудия, входящая в комплекс Дома вещания района Дорнбуш («Funkhaus am Dornbusch»). Ныне зал носит название «hr-Sendesaal».

## Формат
В этом году представитель Италии Нунцио Галло исполнил самую длинную песню за всю историю конкурса, продолжительностью в 5 минут и 9 секунд, в то время как песня от Великобритании длилась всего 1 минуту и 52 секунды (одна из самых коротких песен в истории конкурса). Итальянская песня заставила организаторов конкурса установить в будущем лимит продолжительности песни в 3 минуты; это правило действует до сих пор.
Впервые для участия были допущены дуэты. Представители Дании Бирте Вильке и Густав Винклер стали первым дуэтом в истории конкурса. Их выступление запомнилось длинным поцелуем в конце песни. Страна-хозяйка Германия, тем временем, стала первой, представившей на конкурсе номер с реквизитом — её представительница Марго Хильшер использовала в своём выступлении телефон.
Формат судейства тоже изменился. Каждая страна должна была сформировать жюри из десяти человек. У каждого жюри было 10 баллов, которые они должны были распределить между понравившимися песнями. Количество песен, получивших баллы, варьировалось от одного жюри к другому. Так, например, голландское жюри распределило свои 10 баллов между пятью песнями, а французское — только между двумя.

## Участвующие страны
Бельгия, Германия, Италия, Люксембург, Нидерланды, Франция и Швейцария приняли участие во втором конкурсе. К ним присоединились Австрия, Великобритания и Дания, возможный дебют, которых должен был состояться годом ранее.
Представительница Швейцарии Лиз Ассиа стала первым исполнителем, принявшей участие в следующем конкурсе после своей победы годом ранее.
|  |  |  |  |

| Страна         | Вещатель | Исполнитель                   | Песня                           | Перевод                         | Язык          | Автор(ы)                          | Дирижёр              |
| -------------- | -------- | ----------------------------- | ------------------------------- | ------------------------------- | ------------- | --------------------------------- | -------------------- |
| Австрия        | ÖRF      | Боб Мартин                    | «Wohin, kleines Pony?»          | «Куда, маленькая пони?»         | Немецкий      | Курт Сфаб, Ганс Вернер            | Карл де Грооф        |
| Бельгия        | NIR      | Боббеян Схупен                | «Straatdeuntje»                 | «Музыка улицы»                  | Нидерландский | Эрик Франссен, Гарри Фрекин       | Вилли Беркинг        |
| Великобритания | BBC      | Патрисия Бредин               | «All»                           | «Всё»                           | Английский    | Алан Стрэнкс, Рейнелл Рефорд      | Эрик Робинсон        |
| Германия (Х)   | ARD (HR) | Марго Хильшер                 | «Telefon, Telefon»              | «Телефон, телефон»              | Немецкий      | Фридрих Майер, Ральф Мария Зигель | Вилли Беркинг        |
| Дания          | SR       | Бирте Вильке и Густав Винклер | «Skibet skal sejle i nat»       | «Корабль отчаливает ночью»      | Датский       | Эрик Фиен, Пауль Сёренсен         | Кай Мортенсен        |
| Италия         | RAI      | Нунцио Галло                  | «Corde della mia chitarra»      | «Струны моей гитары»            | Итальянский   | Джузеппи Кавальере, Марио Руччоне | Армандо Тровайоли    |
| Люксембург     | CLT      | Даниэль Дюпре                 | «Amours mortes (tant de peine)» | «Мёртвые любови (столько боли)» | Французский   | Жан-Пьер Кеммер, Жак Табер        | Вилли Беркинг        |
| Нидерланды     | NTS      | Корри Броккен                 | «Net als toen»                  | «Так, как прежде»               | Нидерландский | Вилли ван Хемерт, Гус Янсен       | Дольф ван дер Линден |
| Франция        | RTF      | Поль Дежарден                 | «La Belle Amour»                | «Красивая любовь»               | Французский   | Франсис Карко, Ги Лафарж          | Поль Дюран           |
| Швейцария      | SRG SSR  | Лиз Ассиа                     | «L’Enfant que j'étais»          | «Ребёнок, которым я была»       | Французский   | Эмиль Гардаз, Жео Вумар           | Эрик Робинсон        |

### Вернувшиеся исполнители
- Нидерланды: Корри Броккен
  - «Евровидение-1956»
- Швейцария: Лиз Ассиа
  - «Евровидение-1956» — 1 место

## Результаты
| №  | Страна         | Песня                           | Место | Баллы |
| -- | -------------- | ------------------------------- | ----- | ----- |
| 01 | Бельгия        | «Straatdeuntje»                 | 8     | 5     |
| 02 | Люксембург     | «Amours mortes (tant de peine)» | 4     | 8     |
| 03 | Великобритания | «All»                           | 7     | 6     |
| 04 | Италия         | «Corde della mia chitarra»      | 6     | 7     |
| 05 | Австрия        | «Wohin, kleines Pony?»          | 10    | 3     |
| 06 | Нидерланды     | «Net als toen»                  | 1     | 31    |
| 07 | Германия (Х)   | «Telefon, Telefon»              | 4     | 8     |
| 08 | Франция        | «La Belle Amour»                | 2     | 17    |
| 09 | Дания          | «Skibet skal sejle i nat»       | 3     | 10    |
| 10 | Швейцария      | «L'Enfant que j'étais»          | 8     | 5     |

## Голосование
|           |                | Результаты |                |        |         |            |          |         |       |           |   |   |
| Всего     | Бельгия        | Люксембург | Великобритания | Италия | Австрия | Нидерланды | Германия | Франция | Дания | Швейцария |   |   |
| Участники | Бельгия        | 5          |                | -      | -       | -          | -        | -       | 2     | -         | 2 | 1 |
| Участники | Люксембург     | 8          | -              |        | 1       | 4          | 3        | -       | -     | -         | - | - |
| Участники | Великобритания | 6          | 1              | 1      |         | -          | 1        | 1       | -     | -         | - | 2 |
| Участники | Италия         | 7          | 1              | 1      | 2       |            | -        | 2       | -     | -         | 1 | - |
| Участники | Австрия        | 3          | -              | -      | 2       | -          |          | 1       | -     | -         | - | - |
| Участники | Нидерланды     | 31         | 5              | 3      | 1       | 1          | 6        |         | 1     | 4         | 3 | 7 |
| Участники | Германия       | 8          | 1              | -      | -       | 1          | -        | -       |       | 6         | - | - |
| Участники | Франция        | 17         | 2              | 4      | 2       | -          | -        | 1       | 6     |           | 2 | - |
| Участники | Дания          | 10         | -              | -      | 2       | 3          | -        | 5       | -     | -         |   | - |
| Участники | Швейцария      | 5          | -              | 1      | -       | 1          | -        | -       | 1     | -         | 2 |   |

## Трансляция
Таблица, приведённая ниже, показывает порядок, в котором отдавались голоса во время конкурса 1957 года, и имена представителей, ответственных за объявление голосов в соответствующих странах. Каждый национальный вещатель также отправил на конкурс комментаторов, для того, чтобы обеспечить охват конкурса на родном языке. Подробная информация о комментаторах и вещателях также представлена в таблице, приведённой ниже.

### Глашатаи
1. Швейцария — Мэни Вебер
2. Дания — Бент Хенниус
3. Франция — Клод Дарже
4. Германия — Йоахим Фуксбергер
5. Нидерланды — Виллем Дёйс
6. Австрия — Карл Брук
7. Италия — Нунцио Филогамо
8. Великобритания — Дэвид Джейкобс
9. Люксембург — Пьер Бельмар
10. Бельгия — Боб ван Баэль

### Комментаторы

#### Участвующие страны
- Бельгия — Жанин Ламботт (INR); Антон Петерс (NIR)
- Люксембург — Жак Навадик (CLT)
- Великобритания — Беркли Смит и Том Слоан (BBC)
- Италия — Бьянка Мария Пиччинино (RAI)
- Австрия — Эмиль Кольпахер (ÖRF)
- Нидерланды — Пит те Нёйл младший (NTS)[8]
- Германия — Вольф Миттлер (ARD, HR и WDR)
- Франция — Робер Бове (RTF)[9]
- Дания — Гуннар Хансен (SR)
- Швейцария — Жорж Арди (SRG SSR)

#### Неучаствующие страны
- Монако — Робер Бове (RMC и TMC)
- Швеция — Нильс Линнман (SR)[10]